# Craugastor lineatus
Craugastor lineatus är en groddjursart som först beskrevs av Brocchi 1879.  Craugastor lineatus ingår i släktet Craugastor och familjen Craugastoridae. IUCN kategoriserar arten globalt som akut hotad. Inga underarter finns listade i Catalogue of Life.